# لوکا توگنوزی
لوکا توگنوزی (انگلیسی: Luca Tognozzi؛ زادهٔ ۳ اکتبر ۱۹۷۷) بازیکن فوتبال اهل ایتالیا است.
از باشگاه‌هایی که در آن بازی کرده‌است می‌توان به باشگاه فوتبال رجینا، باشگاه فوتبال سورنتو کالچو، باشگاه فوتبال فیورنتینا، باشگاه فوتبال برشا، و باشگاه فوتبال دلفینو پسکارا اشاره کرد.